# Bill Haley & His Comets

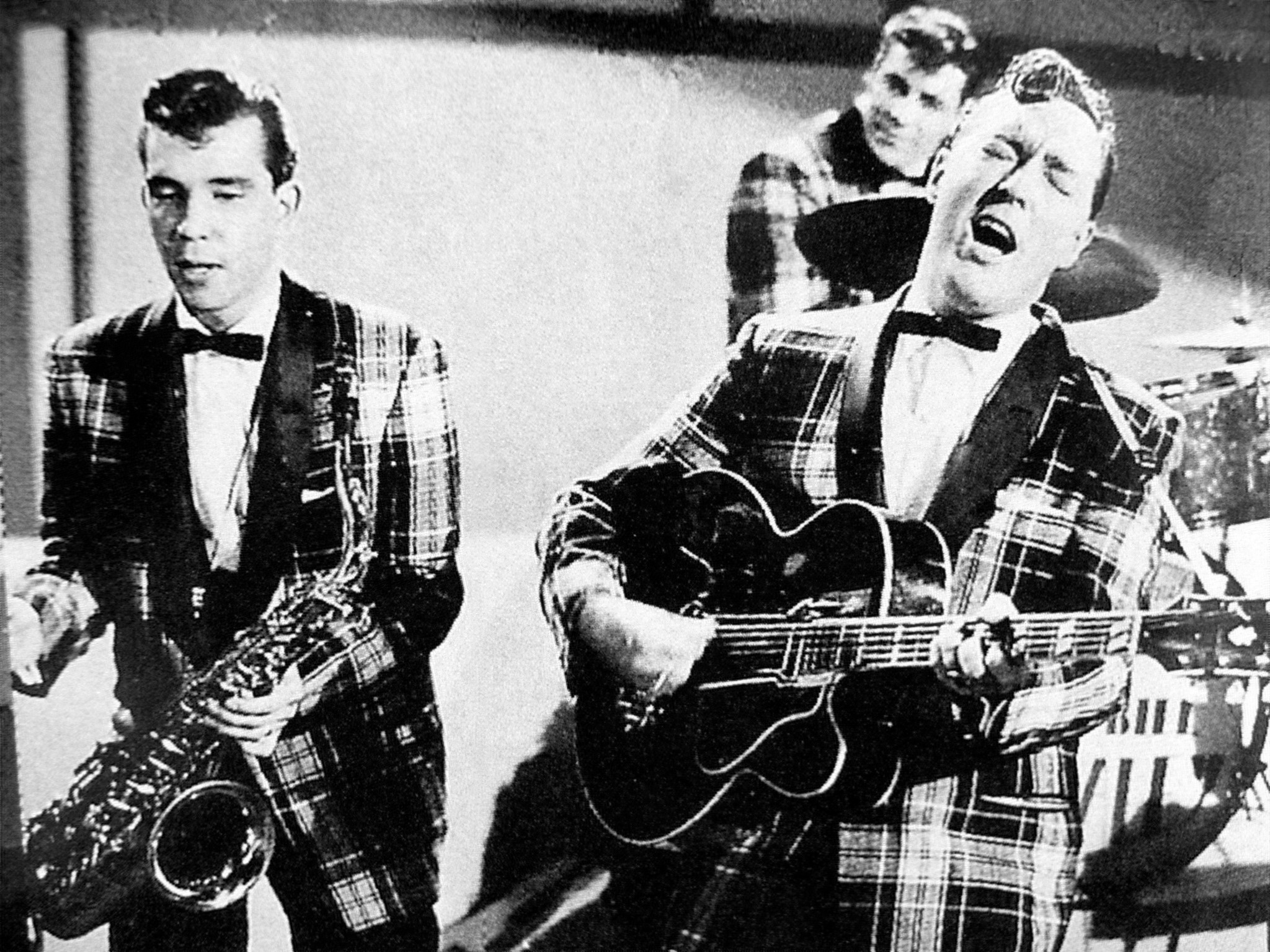
Bill Haley & His Comets cirka 1955. Från vänster: Joey D'Ambrosio, Dick Richards i bakgrunden, Bill Haley.

Bill Haley & His Comets var ett amerikanskt rock and roll-band som grundades 1952 och var verksamt fram till Bill Haleys död 1981. Bandet var den första musikgruppen bestående av vita musiker som förde fram rockmusiken till det vita USA samt resten av världen. 

## Diskografi

### Singel
- Live It Up (1953)